# بحيرة دالاي
بحيرة دالاي وتعرف أيضاً بـ بحيرة هولون (بالصينية المبسطة:呼伦湖، وبالبينينية: Hūlún Hú) بحيرة تقع في منطقة منغوليا الداخلية ذاتية الحكم في الصين.
تعتبراكبر بحيرة للمياه العذبة في شمال الصين، تضم البحيرة محمية بحيرة دالاى الوطنية الطبيعية، تبلغ مساحة البحيرة 2,339 كم2، وسعتها التخزينية 13 مليار متر مكعب، شهدت البحيرة في الآونة الأخيرة انخفاض مستوى المياه بمقدار 3 أمتار.
تعتبر البحيرة مصدر هام لصيد الأسماك ومن أهم الأنواع التي تعيش في البحيرة الروبيان جراد البحر بالإضافة لاستخراج اللؤلؤ، ويزرع وينتج كذلك حول المناطق المحيطة بالبحيرة قصب السكر.